# Nghiên cứu thị trường
Nghiên cứu thị trường (tiếng Anh: Marketing research) là công tác nhận dạng, lựa chọn, thu thập, phân tích và phổ biến thông tin với mục đích hỗ trợ việc ra quyết định có liên quan đến sự xác định và xử lý những vấn đề và cơ hội trong Marketing (Malhotra, 1996)
Nghiên cứu thị trường, nghiên cứu tiếp thị và tiếp thị là một chuỗi các hoạt động kinh doanh; đôi khi những hoạt động này được thực hiện một cách không chính thức.
Lĩnh vực nghiên cứu tiếp thị ra đời lâu hơn nhiều so với nghiên cứu thị trường. Mặc dù cả hai đều liên quan đến người tiêu dùng, nhưng nghiên cứu tiếp thị đặc biệt quan tâm đến các quy trình tiếp thị, chẳng hạn như hiệu quả quảng cáo và hiệu quả bán hàng, trong khi nghiên cứu thị trường đặc biệt quan tâm đến thị trường và phân phối. Hai lý giải được đưa ra cho việc nhầm lẫn giữa nghiên cứu thị trường và nghiên cứu tiếp thị là sự tương đồng của các thuật ngữ và nghiên cứu thị trường là một tập con của nghiên cứu tiếp thị. Sự nhầm lẫn càng tăng do các công ty lớn có chuyên môn và thực hành trong cả hai lĩnh vực.